# Fricativa uvular sonora
La aproximante o fricativa uvular sonora es un tipo de sonido consonántico, que aparece en diversas lenguas habladas.
El símbolo usado en el Alfabeto Fonético Internacional para representa este sonido es ⟨ʁ⟩. Este sonido se representa mediante ⟨γ̇⟩ (gamma) en el Alfabeto Fonético Americanista.